# Antonio Maramaldo
Antonio Maramaldo (falecido em 1514) foi um prelado católico romano que serviu como bispo de Nusco (1485-1514).

## Biografia
Em 21 de novembro de 1485, Antonio Maramaldo foi nomeado pelo Papa Inocêncio VIII como Bispo de Nusco .  Ele serviu como bispo de Nusco até sua morte em 1514.